# Forks
Forks is een plaats (city) in de Amerikaanse staat Washington, en valt bestuurlijk gezien onder Clallam County. De Twilight-boeken en -films spelen zich grotendeels in Forks af.

## Demografie
Bij de volkstelling in 2000 werd het aantal inwoners vastgesteld op 3120.
In 2006 is het aantal inwoners door het United States Census Bureau geschat op 3246, een stijging van 126 (4,0%).

## Geografie
Volgens het United States Census Bureau beslaat de plaats een oppervlakte van
8,1 km², geheel bestaande uit land. Forks ligt op ongeveer 93 m boven zeeniveau.

## Plaatsen in de nabije omgeving
De onderstaande figuur toont nabijgelegen plaatsen in een straal van 72 km rond Forks.